# Luis Niño

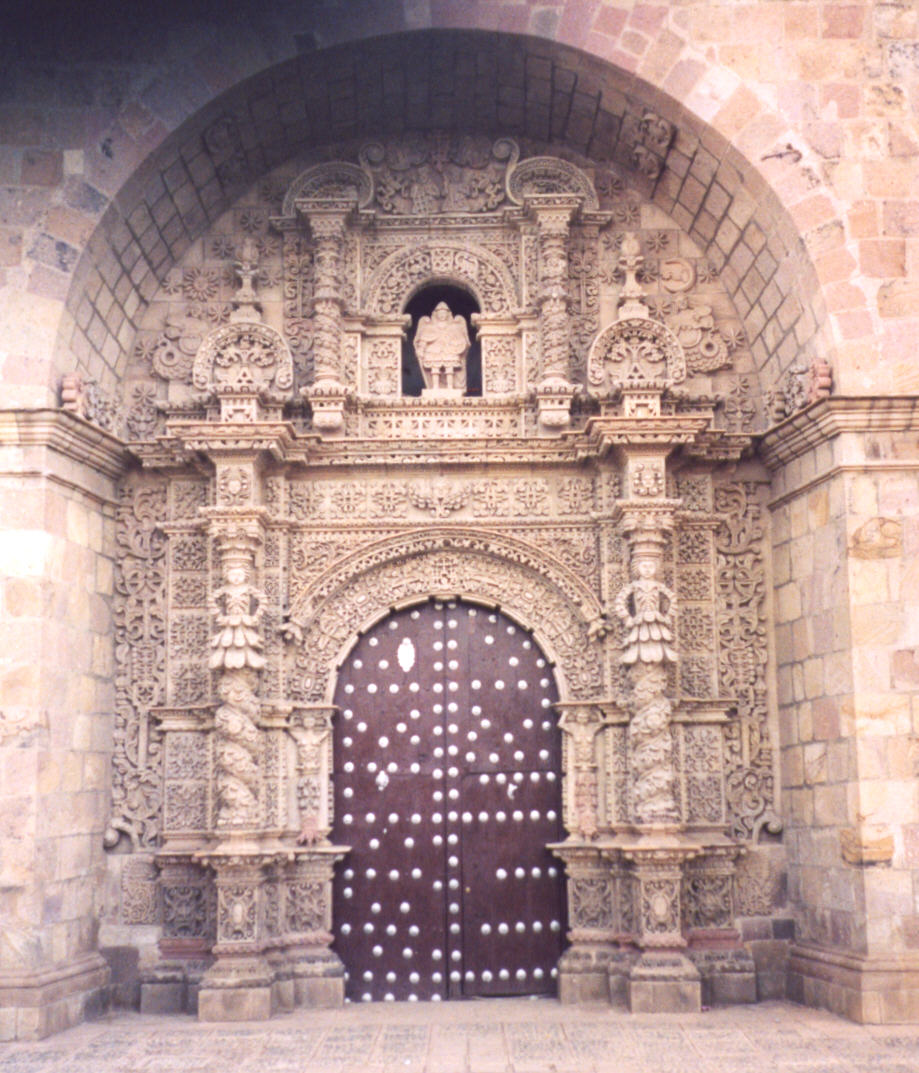
Tallado de la fachada de la Iglesia de San Lorenzo, en Potosí, atribuido a Luis Niño,

Luis Niño (Potosí, siglo XVIII) fue un artista indígena potosino, activo entre 1720 y 1750. Desarrolló el arte de la pintura, escultura, ensamblado de altares, retablos y piezas de madera y orfebrería. Se le atribuyen diferentes obras, entre ellos retablos que utiliza la técnica de pan de oro en diferentes iglesias de los departamentos de Potosí y Chuquisaca en Bolivia. También se ha mencionado que obras como las sirenas de la Portada de la Iglesia de San Lorenzo en Potosí, así como el altar y el púlpito de la Iglesia de La Merced en Sucre son obras suyas.Su relevancia radica en que su obra ilustra las características del barroco local, así como la consolidación de un estilo nuevo en el arte de la región, su obra de inscribe en la llamada Escuela potosina.

## Obra
Dos de sus obras plenamente identificadas  se encuentran en territorio boliviano, pero algunas otras se encuentran en diferentes museos del mundo como el Museo Joslyn.
Aunque algunas de sus creaciones llevan su firma, otras se le han atribuido por similitud de estilo y pertenencia a la misma época, como la Virgen de la Victoria de Málaga, ubicada en el Museo de Arte de Denver.

## Biografía
Luis Niño fue contemporáneo de los discípulos de Melchor Pérez de Holguín, prolífico artista de la época, se menciona que Gaspar Miguel de Berrío fue contemporáneo suyo. Niño trabajo para el Arzobispo de Charcas Alonso del Pozo y Silva y para los mitayos de San Lorenzo.

Diego Arzans, hijo del cronista Bartolomé Arzans y Vela menciona en 1737, sobre el artista:
Al presente que  esto  se  escribe  se  halla  en  esta  villa  como  natural  de ella  Luis  Niño,  indio  ladino,  segundo  Ceuxis,  Apeles o  Timantes,  y es caso de notar que estando embriagado pinta y esculpe con primor. Varias obras de sus manos labradas en plata, madera y lienzo han llevado a la Europa, Lima  y  Buenos Aires  con  aprobación  general,  y hoy lo  tiene  el señor Arzobispo de la Plata ocupado en ejercicio de su arte.
Se la atribuyen numerosas obras albergadas en diferentes museos del mundo.Se tiene plenamente identificadas como sus obras la pintura de la Virgen de Sabaya , encargada por los ayllus del sector y Querejazú afirma que la escultura del virgen en la misma Iglesia también podría ser obra suya, en su análisis menciona la posibilidad de que Niño hubiese realizado la estructura y posteriormente retratado la imagen de manera que la descripción de la obra que menciona que se trata de un retrato haría alusión a ésta representación de un a representación. Una detalle importante de este trabajo en Sabaya es que los trabajos de la iglesia, encargados por diferentes aillus de la región, ilustra las relaciones entre las organizaciones indígenas como los mencionados aillus y su capacidad de organización y representación en espacios religiosos y públicos.

## Relevancia contemporánea
Su historia fue la inspiración de la obra infantil La portada mágica.